# Kpomè
Kpomè est l'un des dix arrondissements de la commune de Toffo dans le département de l'Atlantique au Bénin,.

## Géographie

### Localisation
Kpomè est situé au Nord-Est de la commune de Toffo. Il est limité au Nord par la commune de Zogbodomey, au Sud par Damè, à l'Est par la commune de Zè et celle de Zogodomey et à l'Ouest par Séhoué.

### Administration
Sur les 76 villages et quartiers de ville que compte la commune de Toffo, l'arrondissement de Kpomè groupe 05 villages que sont: 
1. Adjido
2. Agladokpa
3. Azonmè
4. Domè
5. Ganmè

## Histoire
L'arrondissement de Kpomè est une subdivision administrative béninoise. Dans le cadre de la décentralisation au Bénin, Il devient officiellement un arrondissement de la commune de Toffo le 27 mai 2013 après la délibération et adoption par l'Assemblée nationale du Bénin en sa séance du 15 février 2013 de la loi N° 2013-O5 du 15/02/2013 portant création, organisation, attributions et fonctionnement des unités administratives locales en République du Bénin.

## Démographie
Selon le recensement de la population de 2013 conduit par l'Institut national de la statistique et de l'analyse économique (INSAE), Kpomè compte 1375 ménages avec 7 044 habitants,.
| Indicateur           | 2013 |
| -------------------- | ---- |
| Nombre de ménages    | 1375 |
| Population masculine | 3423 |
| Population féminine  | 3621 |
| Population totale    | 7044 |

La population est composée de plusieurs ethnies dont les Aizo, Fon sont majoritaires.

## Économie
La population pour ses sources de revenus, mène des activités agricoles, l'élevage, la chasse, l'artisanat, l'exploitation de bois de feu, la transformation et commercialisation des produits. Le secteur agricole procure plusieurs denrées comme le maïs, tomate, manioc, niébé, sorgho et la banane. Il y a également la culture de l'ananas et du palmier à huile.